# Мянник Регіна Костянтинівна
Регіна Костянтинівна Мянник, до шлюбу Резепова (нар. 3 червня 1971, Москва, СРСР) — російська акторка, ведуча та журналістка.

## Біографія
Народилася 3 червня 1971 року в Москві. З дитинства мріяла стати акторкою, але батьки були проти.
З січня 1991 року по грудень 1993 рік працювала керівницею пресслужби фірми «ЛИСС».
У 1993 році закінчила Московський державний університет (МДУ) за фахом журналістика. До 25 років обіймала посаду на музичному каналі.
Від січня 1993 року по грудень 1997 року працювала в передачі «Акули пера». З січня 1997 року до грудня 2001 року працювала на радіо «Станція», вела передачу «Сублімація особистості».
З 11 квітня 2015 року по 14 лютого 2016 року — співведуча телепередачі Андрія Малахова «Барахолка» («Перший канал»).
У 2001 році закінчила факультет естрадного мистецтва ГІТІС. З 1998 працювала в спектаклях театру «Фабрика театральних подій», під керівництвом Михайла Горевого. («Миші і люди», «Останній Дон Жуан», «Риса»).
З січня 2001 року в театрі Р. Симонова під керуванням В. Шалевича («Три віки Казанови»).
З січня 2004 року в «Театрі Місяця» під керівництвом С. Проханова («Едіт Піаф», роль Марлен Дітріх).
У 2005—2006 в Театрі центру Висоцького грала у виставі «Райські яблука» роль дружини Висоцького.

## Особисте життя
- Перший чоловік — Сергій Мянник, лікар-уролог. Жили разом з 1988 року, в цей час його перша дружина була вагітна. Від цього шлюбу двоє синів — Степан (1994) і Микита (1995). Вчаться в Англії.
- Другий чоловік (2006—2015) — юрист Георгій Сергійович Новіков (убитий 13 листопада 2015 року[4]).

## Фільмографія
- 2002 — О'кей, або Справа в капелюсі — «Крихітка Сью», подружка «Ржавого»
- 2003 — Каменська 3 (фільм № 2 «Коли боги сміються») — Ольга Плетньова, коханка Романа Рубцова
- 2003 — Вогнеборці — Мухіна, подруга Олени
- 2003 — Темна конячка — Ольга, дружина Коневського
- 2004 — Жінки в грі без правил — Катя, дружина Бориса Кулачева
- 2004 — Москва. Центральний округ 2 — Ліка, подруга Якушонка
- 2004 — Червона площа — Анна Фінштейн
- 2004 — Дорога Маша Березіна — Наталія Аркадіївна
- 2004 — Холостяки — Елла
- 2004 — Людина, який мовчав — * 2004 — Ніжне чудовисько — Джой Ламберті (Люся)
- 2005 — Бухта Філіпа (фільм № 2) — Катя (Катерина Кирилівна), власниця яхти, москвичка, мати Лари
- 2005 — Діти Ванюхіна — Ханна, аспірантка
- 2005 — Єсенін — гувернантка (немає в титрах)
- 2005 — Майстер і Маргарита (Угорщина) — Маргарита
- 2005 — Дура — Ліза Туліна
- 2005 — Близькі люди — Олена, колишня дружина Степанова
- 2005 — Громадянин начальник 2 — Ірина Сергіївна Полянська, співробітниця Генеральної прокуратури РФ, експертка з економіки
- 2006 — У ритмі танго — Рита
- 2006 — Все включено — Віра, художниця, дружина Карташова
- 2006 — Громадянин начальник 3 — Ірина Сергіївна Полянська
- 2006 — Снігова королева — Олена
- 2006 — П'ять хвилин до метро — Марго Самойлова
- 2007 — Нас не наздоженеш — Шеррі, наречена Вейна
- 2007 — Тримай мене міцніше — Тетяна Корсакова, мати Бориса і Марії
- 2007 — Вечірня казка — Регіна, колишня дружина Антона, мати Данила
- 2007 — Особисте життя доктора Селіванової — Віка
- 2007 — Небезпечна зв'язок — * 2008 — Крем — Анжеліна Гордон, акторка, колишня дружина Антона
- 2008 — Одинокий ангел (фільм) — Ангеліна Чижова
- 2008 — Кардіограма любові — Вікторія Краснопільська, акторка
- 2009 — Сніг тане не завжди. . . — * 2010 — Будинок біля великої річки — Інга Красавіна
- 2010 — Класні ігри — Лена
- 2011 — Моє нове життя — Рита, подруга Слави
- 2013 — Пізніше каяття — Мила Арсеньєва, мати Кіри
- 2013 — Перелітні птиці — Таня Гудімова
- 2014 — Скасування всіх обмежень — Алла Горжецкая, власниця модельного агентства «Гордіум»
- 2015 — Лондонград — Жанна Брікман, дружина адвоката, колишня модель і кіноакторка-початківиця
- 2018 — Доглядальниця — Ольга Семенівна Шубіна, дружина бізнесмена